# Classe (biologia)

A hierarquia da classificação científica dos seres vivos.

A classe é uma categoria utilizada na classificação científica dos seres vivos, o sistema taxonómico mais utilizado na moderna biologia; é a categoria taxonómica constituída por um conjunto de Ordens. As Classes por sua vez agrupam-se em Filos (que na botânica são frequentemente designados por Divisões). Quando necessário, uma classe pode ser dividida em subclasses, agrupando organismos que apresentem um grau de diferenciação que mereça ser destacado.
Termo surgiu na obra Eléments de botanique do francês Joseph Pitton de Tournefort. Por convenção, na botânica os nomes das Classes terminam em -opsida entre os fungos em -mycetes e em algas em -phyceae.

## História do conceito
A classe como categoria taxonómica distinta, e não apenas como um alto género (o genus summum das taxonomias pré-lineanas), surgiu pela primeira vez na obra Eléments de botanique, publicada em 1694 pelo botânico francês Joseph Pitton de Tournefort.
O conceito foi adoptado por Carolus Linnaeus, que na sua obra Systema Naturae (1735) o aplicou de forma consistente na divisão dos três  Reinos (minerais, plantas e animais) em que dividiu o mundo natural.
Na estrutura lineana, a classe era considerada o taxon mais elevado da hierarquia classificativa, situação que se manteve até à parte final do século XIX, quando o aparecimento de conceitos classificativos e filogenéticos mais alargados levaram à ramificação do sistema, com o aparecimento dos conceitos de Filo e de Divisão.